# Luis Batlle Berres
Luis Conrado Batlle Berres (ur. 26 listopada 1897 w Montevideo, zm. 15 lipca 1964 tamże) – urugwajski polityk z partii Colorado. Był dwukrotnie prezydentem Urugwaju w latach 1947-1951 oraz 1955-1956.

## Życiorys
W 1926 roku ożenił się z Matilde Ibáñez Tálice. Mieli troje dzieci: Jorge - prezydenta Urugwaju w latach 2000-2005, Luisa i Matilde. 